# La donna del mio destino
La donna del mio destino (Victor) è un film del 1951 diretto da Claude Heymann.

## Trama
Victor, geniale meccanico, e Marc, ricco imprenditore, hanno combattuto insieme durante la seconda guerra mondiale e, a seguito della solida amicizia nata fra i due, una volta tornati a casa decidono di iniziare un'attività come soci. Accusato di una truffa che in realtà è stata commessa dall'amico, Victor si addossa tutta la responsabilità e si lascia condannare. Marc si rivela un affarista senza scrupoli: si disinteressa della sorte di Victor detenuto, mentre sua moglie Françoise, a conoscenza di tutto, continua a non fargli mancare conforto e sostegno: dalle lettere che si scambiano sembra nascere un legame sentimentale. Così, quando esce dalla galera in anticipo per buona condotta, Victor la trova ad attenderlo: avendo conosciuto la meschinità di suo marito, Françoise avrebbe deciso di lasciarlo e di andare via con lui, ma Victor, combattuto fra l'amore e l'amicizia, le consiglia di attendere e di chiudere prima il matrimonio.
Quando Françoise dichiara finalmente al marito di volerlo lasciare, Marc conferma il suo cinismo: sapendo che sua moglie è abituata al tenore di vita garantito dai suoi loschi affari, la ricatta dicendole che potrà andarsene, ma portando con sé soltanto gli abiti che ha addosso. Dopo questa minaccia, Victor nota in Françoise un momento di indecisione e, deluso dal suo comportamento, capisce che è meglio ritirarsi in buon ordine.
Rimessosi al lavoro, Victor elabora una sua invenzione: una sorta di accumulatore elettrico leggero per il quale intende presentare domanda di brevetto. Il suo vecchio datore di lavoro, Gratien, gli invia una giovane collaboratrice, Marianne, che avrà il compito di mettere insieme la documentazione necessaria. Fra i due nasce un legame sentimentale, anche se Marianne è consapevole dell'amore che Victor ancora prova per Françoise e sa che prima o poi la lascerà, ma presto arriva la notizia che una società americana, interessata al brevetto, ha comprato l'accumulatore per una cifra considerevole. Victor si ritrova milionario e, mentre festeggia con Marianne, arriva improvvisamente Marc: in seguito ad altri illeciti, sta per essere arrestato e questa volta non può sfuggire alla condanna. Pertanto, dopo aver raccomandato Françoise all'amico, gli annuncia di volersi suicidare. Marianne si rende conto che il momento che temeva è arrivato e chiede a Gratien di spedirla il più lontano possibile: Victor infatti, per non tradire l'amico ma anche perché continua a provare attrazione, ha proposto a Françoise di sposarlo; la donna però rifiuta sentendo che tra loro non c'è più amore. Victor allora si lancia all'inseguimento di Marianne, ormai diretta verso l'aeroporto, per impedirle di partire.